# Forteresse pisane
La Forteresse pisane (en italien : Fortezza Pisana), est une ancienne forteresse située dans la commune de Marciana, sur l'île d'Elbe, dans la province de Livourne en Toscane,.

« Dans un coin du pays [de Marciana], à flanc de montagne, il y a un petit fort de forme carrée, avec ses petits remparts dans les angles, servant de retraite à ces peuples lorsqu'ils sont attaqués par les barbares. »

— Giovanni Vincenzo Coresi Del Bruno, Zibaldone di memoria, Biblioteca Marucelliana di Firenze, C, 29, 1729.

## Historique
La forteresse a probablement été construite par la république de Pise au XIIe siècle pour défendre le territoire de Marciana : les habitants de la région y trouvaient refuge lors des attaques ennemies, notamment lors des incursions des pirates sarrasins très fréquentes à l'époque. Avec le déclin du pouvoir pisan, elle changea de mains et fut renforcée, probablement entre 1450 et 1457, par la famille Appiano (it), seigneurs de la Principauté de Piombino, qui précisément en raison de la sécurité que représentait la forteresse et sa position, choisirent Marciana comme lieu pour représenter leurs intérêts sur la rive occidentale de l'île d'Elbe. 

En 1560, la structure subit des travaux de restauration et de renforcement de la part de la communauté de Marciana elle-même, comme en témoignent les archives de l'époque : 

« … dans tous les lieux où l'on travaille pour les forteresses en construction, toutes les femmes doivent participer sans aucune différence pour transporter de l'eau, des pierres et tout ce dont vous avez besoin. »

Au cours des siècles suivants, ayant perdu sa fonction défensive, la forteresse fut utilisée comme abri pour les chèvres :

« Sur le large chemin de terre de la cour, il y a une semaille de pilules fabriquées par les deux cents ou plus de chèvres qui y séjournent la nuit. »

## Description
La structure de la forteresse, située à 415 m d'altitude, présente un plan quadrangulaire avec quatre bastions sur les côtés. La grande cour intérieure, un quadrilatère d'environ 16 × 16 m, a été restaurée en 1991  et accueille pendant la saison estivale des spectacles, des rencontres culturelles et des événements de toutes sortes. Le bastion sud était initialement destiné à abriter le dépôt de munitions (Sainte-barbe), tandis que du côté nord de la cour se trouvait une source d'eau qui, grâce à une conduite souterraine provenant du Fosso della Giunca voisin, garantissait un approvisionnement constant en eau en cas de siège. Le chemin de ronde, assez bien conservé, permet d'admirer un magnifique panorama sur tout le territoire entourant Marciana, du golfe de Marciana Marina au complexe du Mont Capanne, qui se situe derrière la forteresse. À l'intérieur de la grande cour se trouve un grand dolium, découvert lors des fouilles du village étrusque fortifié de Monte Castello.

## Musée de la Forteresse

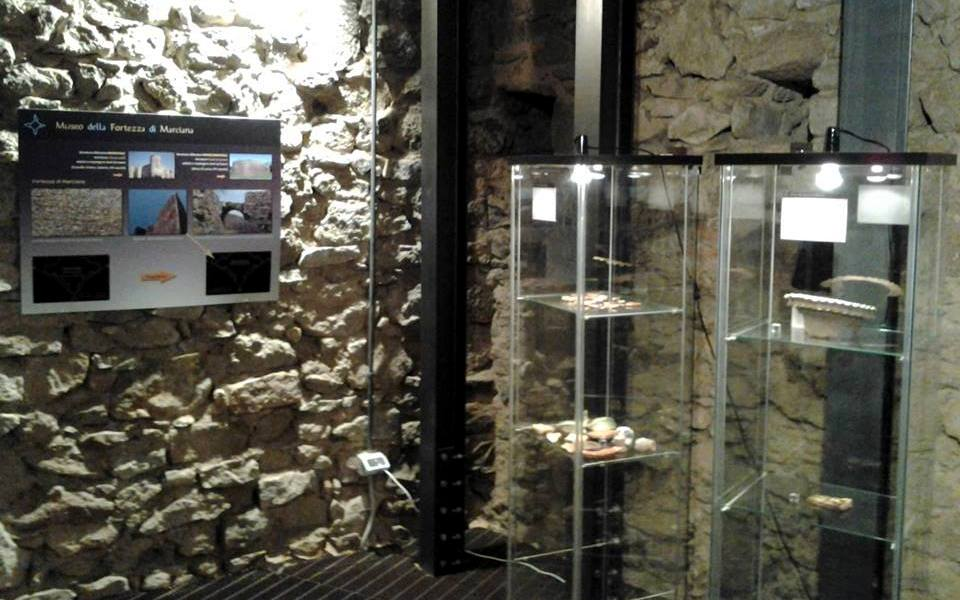
Musée de la Forteresse.

Le Musée de la Forteresse, inauguré en juillet 2013, est réparti au sein des deux bastions frontaux à l'entrée de la cour intérieure. Dans le bastion de gauche sont exposées des reproductions d'armes blanches médiévales et de la Renaissance, ainsi que de la documentation sur la fauconnerie. Dans le bastion de droite, sont exposées des découvertes archéologiques trouvées à l'intérieur de la forteresse (fragments de poteries en majolique de Lucques, Montelupo et Savone) datant du XIVe au XIXe siècle ainsi que des informations historiques sur Marciana et la forteresse. L'exposition se termine par un panneau sur la marine et la flotte navale de la République de Pise.

## Galerie

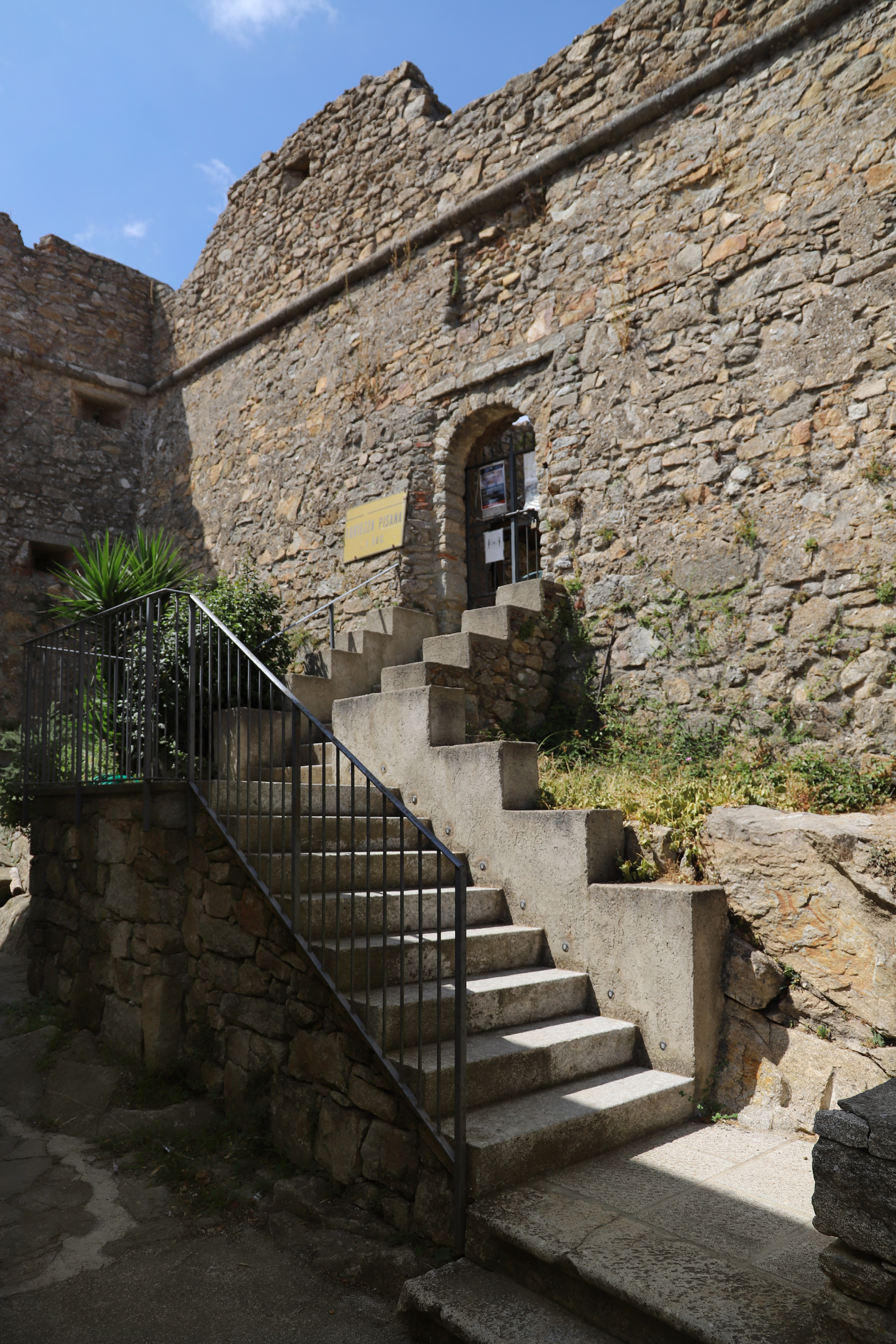
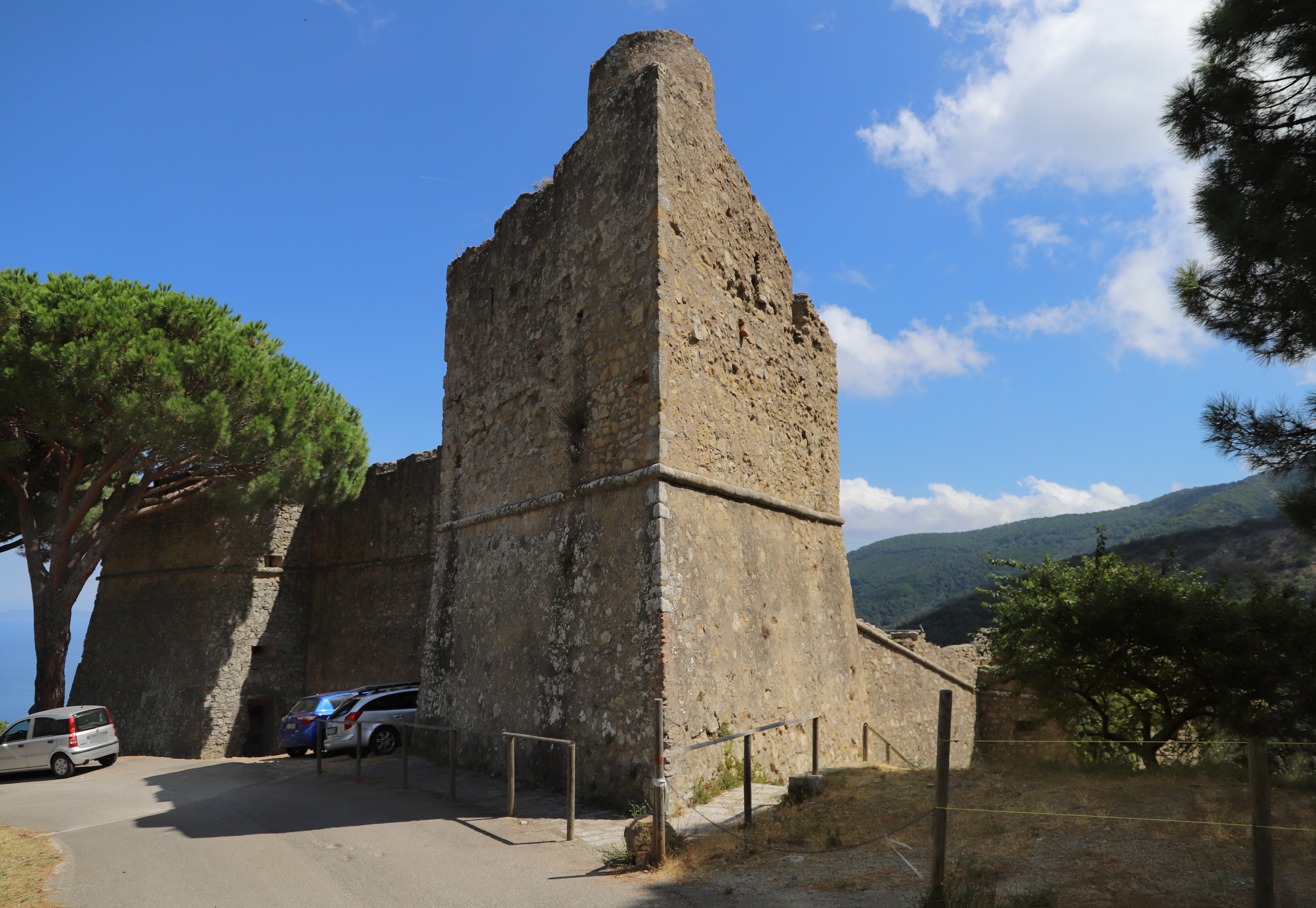
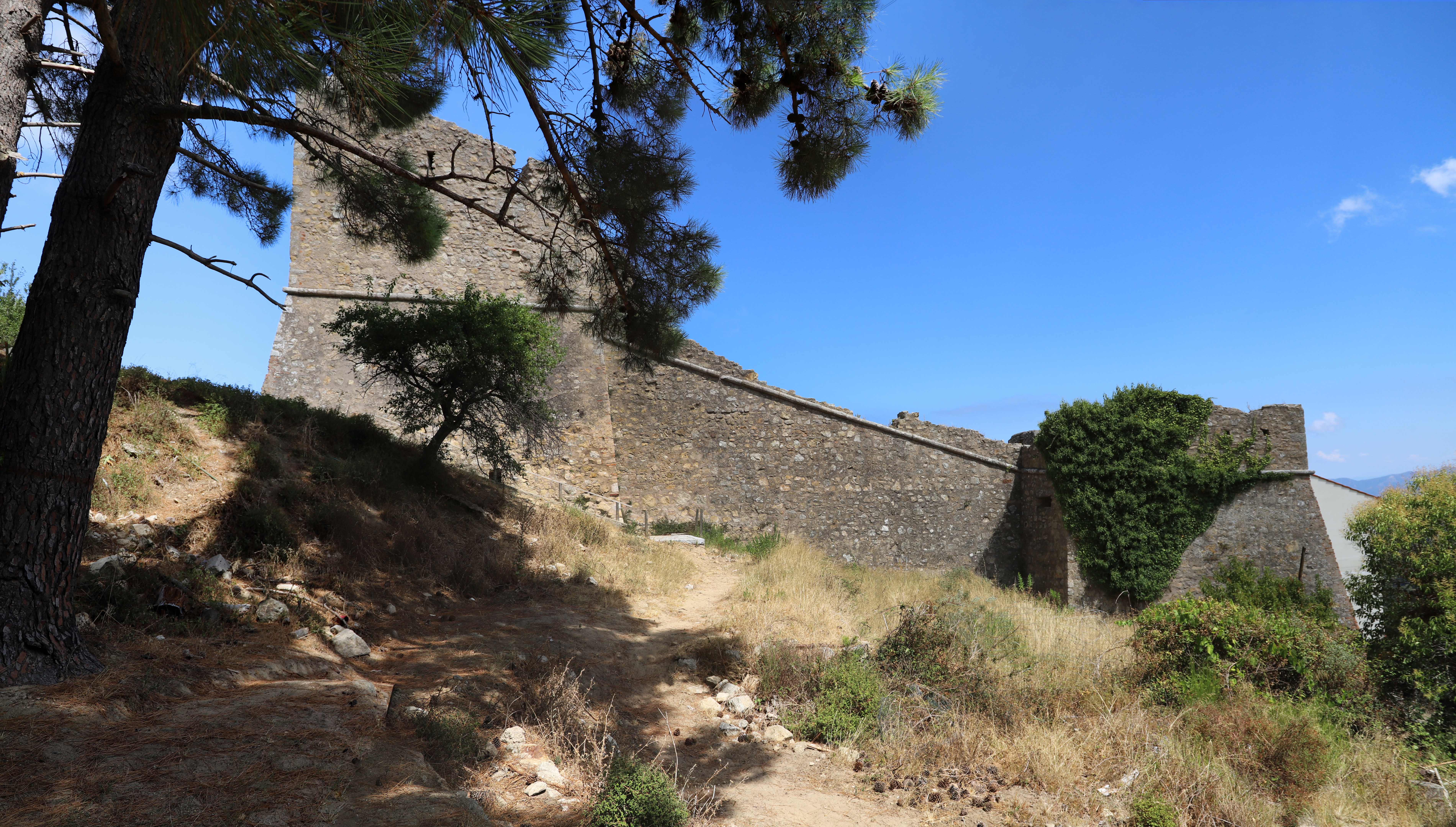